# Lindmania
Lindmania (nombrado en honor Carl Axel Magnus Lindman, botánico sueco 1856-1928) es un género de plantas con flores perteneciente a la familia Bromeliaceae, subfamilia Pitcairnioideae. Es originario del norte de Sudamérica y Brasil.

## Especies
- Lindmania arachnoidea (L.B. Smith, Steyermark & Robinson) L.B. Smith
- Lindmania argentea L.B. Smith
- Lindmania atrorosea (L.B. Smith, Steyermark & Robinson) L.B. Smith
- Lindmania aurea L.B. Smith, Steyermark & Robinson
- Lindmania brachyphylla L.B. Smith
- Lindmania candelabriformis B. Holst
- Lindmania cylindrostachya L.B. Smith
- Lindmania dendritica (L.B. Smith) L.B. Smith
- Lindmania dyckioides (L.B. Smith) L.B. Smith
- Lindmania geniculata L.B. Smith
- Lindmania gracillima (L.B. Smith) L.B. Smith
- Lindmania guianensis (Beer) Mez
- Lindmania holstii Steyermark & L.B. Smith
- Lindmania huberi L.B. Smith, Steyermark & Robinson
- Lindmania imitans L.B. Smith, Steyermark & Robinson
- Lindmania lateralis (L.B. Smith & R.W. Read) L.B. Smith & Robinson
- Lindmania longipes (L.B. Smith) L.B. Smith
- Lindmania maguirei (L.B. Smith) L.B. Smith
- Lindmania marahuacae (L.B. Smith, Steyermark & Robinson) L.B. Smith
- Lindmania minor L.B. Smith
- Lindmania navioides L.B. Smith
- Lindmania nubigena (L.B. Smith) L.B. Smith
- Lindmania oliva-estevae Steyermark & L.B. Smith ex B. Holst
- Lindmania paludosa L.B. Smith
- Lindmania phelpsiae L.B. Smith
- Lindmania piresii L.B. Smith, Steyermark & Robinson
- Lindmania riparia L.B. Smith, Steyermark & Robinson
- Lindmania savannensis (L.B. Smith) L.B. Smith
- Lindmania saxicola L.B. Smith, Steyermark & Robinson
- Lindmania serrulata L.B. Smith
- Lindmania sessilis L.B. Smith, Steyermark & Robinson
- Lindmania smithiana (Steyermark & Luteyn) L.B. Smith
- Lindmania stenophylla L.B. Smith
- Lindmania steyermarkii L.B. Smith
- Lindmania subsimplex L.B. Smith
- Lindmania thyrsoidea L.B. Smith
- Lindmania tillandsioides L.B. Smith
- Lindmania wurdackii L.B. Smith

## Enlaces
- FCBS Lindmania Photos
- BSI Lindmania Photos
- Imágenes en Google

- Datos: Q2583050
- Multimedia: Lindmania / Q2583050
- Especies: Lindmania